# Eurycryptus sakaguchii
Eurycryptus sakaguchii är en stekelart som först beskrevs av Tohru Uchida 1932.  Eurycryptus sakaguchii ingår i släktet Eurycryptus och familjen brokparasitsteklar. Inga underarter finns listade i Catalogue of Life.